# All the Good Shit
All the Good Shit: the Best of Sum 41 (міжнародна версія) та 8 Years of Blood, Sake, and Tears: The Best of Sum 41 2000—2008 (випущений в Японії) — перша збірка Sum 41, випущена 26 листопада 2008 року в Японії, 17 березня 2009 в світі та 31 березня 2009 в Канаді. Альбом включає всі сингли групи (крім «Some Say» та «No Reason»), також на ній є нова пісня «Always» та дві концертні версії ранніх пісень групи «The Hell Song» та «Motivation». Як тільки з'явився список пісень альбому, то в ньому пісня «Always» називалася «Steering Wheels», але 11 листопада вона з'явилась в мережі під своєю теперішньою назвою. Також видання включає DVD майже з всіма кліпами групи (крім «Handle This» та «Some Say»).

## Список композицій

### CD
1. «Still Waiting» (з альбому Does This Look Infected?)
2. «The Hell Song» (з альбому Does This Look Infected?)
3. «Fat Lip» (з альбому All Killer No Filler)
4. «We're All to Blame» (з альбому Chuck)
5. «Walking Disaster» (з альбому Underclass Hero)
6. «In Too Deep» (з альбому All Killer No Filler)
7. «Pieces» (з альбому Chuck)
8. «Underclass Hero» (з альбому Underclass Hero)
9. «Motivation» (з альбому All Killer No Filler)
10. «Makes No Difference» ((з альбому Half Hour of Power)
11. «With Me» (з альбому Underclass Hero)
12. «Handle This» (з альбому All Killer No Filler)
13. «Over My Head (Better Off Dead)» (з альбому Does This Look Infected?)
14. «Pain for Pleasure» (з альбому All Killer No Filler)

8 Years of Blood, Sake and Tears бонусні пісні
1. «Always» (Появилась перший раз в цьому альбомі)
2. «The Hell Song» (Запис з концерту Orange Lounge в Торонто, бонусна пісня)
3. «Motivation» (Запис з концерту House of Blues, Cleveland Ohio, бонусна песня)

All the Good Shit бонусні пісні
1. «Always»
2. «Motivation» (Запис з концерту House of Blues, Cleveland Ohio)

### DVD
(Кліпи)
1. «Fat Lip»
2. «Pain for Pleasure»
3. «Makes No Difference»
4. «In Too Deep»
5. «Motivation»
6. «The Hell Song»
7. «Over My Head (Better Off Dead)»
8. «Still Waiting»
9. «We’re All to Blame»
10. «Pieces»
11. «Underclass Hero»
12. «Walking Disaster»
13. «With Me»

## Виконавці
- Деррік «Bizzy D» Уіблі — ведуча гітара (в 5, 8, 10, 11, 15), вокал, ритм-гітара, фортепіано
- Стів «Stevo32» Джокс — ударні, бек-вокал
- Дейв «Brownsound» Бекш — гітара, бек-вокал (скрізь крім 5, 8, 10, 11, 15, 16, 17)
- Джейсон «Cone» МакКеслін — бас-гітара, бек-вокал
- Том «Brown Tom» Такер — соло-гітара, бек-вокал (в 16 та 17)